# Asiocoryphodon
Asiocoryphodon — род вымерших млекопитающих из семейства Coryphodontidae подотряда пантодонтов (Pantodonta). Их ископаемые остатки известны из времён эоцена (55,8—48,6 млн лет назад). Они обнаружены на территории Китая (провинция Хунань) и Японии. Это были наземные растительноядные животные.

## Открытие и виды
Род Asiocoryphodon был впервые описан в 1976 году палеонтологом Сюй Юнсяном (Xu Y.). Типовым видом является Asiocoryphodon conicus, основанный на образце IVPP V 5141, найденном в местности Дахупо, недалеко от деревни Чжанван в провинции Хубэй, Китай. В том же году Сюй описал второй вид — Asiocoryphodon lophodontus, типовой образец которого (IVPP V 5142) был обнаружен в той же местности. В 1990 году Чэн и Ма описали вид Asiocoryphodon progressivus на основе нижней челюсти (образец GV86024), найденной в 500 м к востоку от деревни Чжангоу, близ Шицзячжуана, в тех же отложениях формации Юхуандин. Позднее этот вид был признан синонимом Asiocoryphodon conicus. Кроме того, остатки, относящиеся к роду Asiocoryphodon, были обнаружены в нижнеэоценовой формации Акасаки в префектуре Кумамото, Япония.

## Морфология и образ жизни
Asiocoryphodon, как и другие представители семейства Coryphodontidae, обладал массивным телосложением и был приспособлен к наземному образу жизни. Исследования показывают, что эти животные росли медленно и жили долго. Гистологический анализ эмали коренных зубов Asiocoryphodon conicus указывает на то, что их рост и развитие были сопоставимы с современными бегемотами (Hippopotamus amphibius), хотя Asiocoryphodon жил меньше и рос быстрее. Это позволяет предположить, что они имели полигинную социальную структуру, при которой самцы и самки достигали половой зрелости в разном возрасте.

## Виды
На февраль 2024 в род включают 2 вымерших вида:
- † Asiocoryphodon conicus Xu, 1976
- † Asiocoryphodon lophodontus Xu, 1976

## Палеобиогеография
Обнаружение ископаемых остатков Asiocoryphodon в Китае и Японии свидетельствует о широком распространении этого рода в Восточной Азии в период эоцена. Это также указывает на разнообразие и адаптацию пантодонтов в различных экосистемах того времени.

## Систематическое положение
Asiocoryphodon относится к семейству Coryphodontidae, которое является частью подотряда пантодонтов (Pantodonta). Это семейство вымерших млекопитающих известно с позднего палеоцена до среднего эоцена и обнаружено в Евразии и Северной Америке. Типовой род Coryphodon известен из отложений, датированных временем перехода от палеоцена к эоцену, из Европы, западной части США, северной Канады и восточной Азии. Остальные роды, включая Asiocoryphodon, известны исключительно из среднего эоцена Азии.
- Череп Asiocoryphodon conicus